# Haplodontium clavatum
Haplodontium clavatum är en bladmossart som beskrevs av Brotherus 1903. Haplodontium clavatum ingår i släktet Haplodontium och familjen Bryaceae. Inga underarter finns listade i Catalogue of Life.